# Spring Grove (Indiana)
Spring Grove – miasto w Stanach Zjednoczonych, w stanie Indiana, w hrabstwie Wayne.